# Urth Nowego Słońca
Urth Nowego Słońca (ang. The Urth of the New Sun) – powieść fantastyczna autorstwa Gene’a Wolfe’a, kontynuacja cyklu Księga Nowego Słońca. W 1988 roku nominowana była do nagród Hugo, Nebula oraz Locusa.

## Fabuła
Severian wyrusza w podróż na Yesod, do źródła swej mocy. Podróżując w czasie i przestrzeni spina swe niekończące się życie klamrą i wypełnia przeznaczenie, by wreszcie zobaczyć Urth Nowego Słońca.